# 岐阜市立長森南中学校
岐阜市立長森南中学校（ぎふしりつ ながもりみなみちゅうがっこう）は、岐阜県岐阜市にある公立中学校。

## 沿革
- 1988年（昭和63年）4月1日 - 長森中学校から分離し開校[1]。

## 著名な出身者
- 中神拓都（プロ野球選手）
- 岡本碧優（スケートボード選手、在学中[2]）

## 進学前小学校
- 岐阜市立長森南小学校[3]

## 交通アクセス
- JR東海高山本線長森駅下車徒歩約10分。
- 名鉄各務原線切通駅下車徒歩約5分。